# Allodontina unicolor
Allodontina unicolor är en fjärilsart som beskrevs av Sergius G. Kiriakoff 1974. Allodontina unicolor ingår i släktet Allodontina och familjen tandspinnare. Inga underarter finns listade i Catalogue of Life.